# Ashford Hill with Headley
Ashford Hill with Headley – civil parish w dystrykcie Basingstoke and Deane angielskiego hrabstwa Hampshire. W skład zbiorowości liczącej 1277 mieszkańców (2011) wchodzą mniejsze miejscowości Plastow Green, Headley i Kingsclere Wooldands.